# Centrodraco lineatus
Centrodraco lineatus är en fiskart som beskrevs av Hans W. Fricke 1992. Centrodraco lineatus ingår i släktet Centrodraco och familjen Draconettidae. Inga underarter finns listade i Catalogue of Life.